# Carbide.c++
Carbide.c++ es una herramienta para el desarrollo de software en lenguaje C++ destinado a dispositivos que funcionan bajo  Symbian OS. Se usa tanto para desarrollar los teléfonos que incorporan dicho OS como para las aplicaciones que ejecutan estos.
Está formada por una familia de IDEs desarrollada por Nokia, basada en Eclipse, al que se han incorporado plug-ins para el desarrollo de  Symbian OS. Reemplazó a  CodeWarrior  como primer entorno de desarrollo para  Symbian OS.
Desde la versión 2.0,  Carbide.c++ es gratuito y se ofrece en tres versiones (Developer, Professional, y OEM).